# أحمد بن عمر الشاطري
أحمد بن عمر الشاطري (1312 - 1360 هـ) فقيه شافعي أحد أعضاء مجلس القضاء بتريم سابقا. كان له أثر كبير على شباب حاضره فقد قام بالتدريس في مدارس وجمعيات ومساجد تريم وكانت دروسه تمتاز بالفوائد النادرة والمعلومات الغزيرة. وله في الأدب القديم والحديث مكانة، وفي منظومه كثير من القصائد والمساجلات الأدبية والمقطوعات الشعرية.

## نسبه
أحمد بن عمر بن عوض بن عمر بن أحمد بن عمر بن أحمد بن علي بن حسين بن محمد بن أحمد بن عمر بن علوي الشاطري بن علي بن أحمد بن محمد أسد الله بن حسن الترابي بن علي بن الفقيه المقدم محمد بن علي بن محمد صاحب مرباط بن علي خالع قسم بن علوي بن محمد بن علوي بن عبيد الله بن أحمد المهاجر بن عيسى بن محمد النقيب بن علي العريضي بن جعفر الصادق بن محمد الباقر بن علي زين العابدين بن الحسين السبط بن علي بن أبي طالب، وعلي زوج فاطمة بنت محمد ﷺ.
فهو الحفيد 34 لرسول الله محمد ﷺ في سلسلة نسبه.

## مولده ونشأته
ولد في مدينة تريم سنة 1312 هـ، ووالدته زهراء بنت أبي بكر بن عبد الرحمن بن شهاب الدين. وابتدأ حياته العلمية كأفراد زمانه في بلده تريم التي تعج بالعلماء والصلحاء فابتدأ في أحد الكتاتيب، ثم التحق برباط تريم العلمي فألقى بنفسه على شيخه عبد الله بن عمر الشاطري فتلقى العلوم الدينية منه، والعربية والرياضية، فحفظ جزءا كبيرا من «البهجة»، و«الإرشاد»، و«متن الزبد» في فقه الشافعية، و«الألفية» في النحو، و«السلم» في المنطق، واستوعب بالمطالعة الكثير من كتب الحديث، والتفسير، والفقه، والأصول، والعربية، والأدب، والاجتماع.

## شيوخه
وله الملازمة الدائمة لمشايخه وحضور مدارسهم ومجالسهم سواء العلمية أو الصوفية أو غيرهما فمنهم:
| - عبد الله بن عمر الشاطري - علوي بن عبد الرحمن المشهور - شيخ بن عيدروس العيدروس - جده لأمه أبو بكر بن عبد الرحمن بن شهاب الدين | - عبد الله بن علي بن شهاب الدين - علي بن محمد الحبشي - أحمد بن حسن العطاس - حسن بن محمد بلفقيه | - أحمد بن عبد الرحمن السقاف - عبد الله بن علوي الحبشي - عمر بن صالح العطاس - عبد الله بن عيدروس العيدروس | - أحمد بن عبد الله الخطيب - محمد بن علي الخطيب - أبو بكر بن أحمد الخطيب |

## تلاميذه
لديه الكثير من التلاميذ من أبرزهم:
| - ابنه محمد بن أحمد الشاطري - محمد بن سالم بن حفيظ | - عبد الله بن شيخ بلفقيه - زين بن شيخ بلفقيه | - سالم بن سعيد بكير - علوي بن زين بن حسن بلفقيه | - محمد بن علي باحنان - عبد القادر بن أحمد السقاف |

## حياته العلمية والاجتماعية
برز على مسرح التدريس مربيا خبيرا وأستاذا قديرا فكان يتولى تدريس الحلقات برباط تريم وكثيرا ما ينوب عن شيخه عبد الله بن عمر الشاطري. وفي حوالي سنة 1338 هـ طُلب للتدريس بمدرسة جمعية الحق بتريم فأدخل عليها فنونا جديدة منها: المعاني والبيان، والتاريخ، والجغرافيا، والمنطق، واللغة، ولبث بها سنوات ثم استعفى من المدرسة وعقد دروسا للإفادة جُلها في الفقه كان يتنقل بها بين الرباط والمسجد الجامع ومرة في مسجد عبد الرحمن السقاف وأخرى في بيته وهكذا، وكان آخر دروسه هو درس ما بين العشاءين وهو أطولها فقد ختمت فيه عشرات الكتب منها شرح المنهج وحواشيه، وبغية المسترشدين مع أصولها، وتجريد البخاري.
ومن أعماله تأسيس جمعية نشر الفضائل سنة 1337 هـ التي من غاياتها ترقية المستوى الأخلاقي والتعاضد والتعاون على كل ما فيه مصلحة عامة، وبفضل إدارتها النشطة فتحت أربع مدارس في أربع حارات بتريم، وأوفدت الوفود إلى ضواحيها أسبوعيا لنشر الدعوة الإسلامية، كما تفعل جمعية الأخوة والمعاونة، ويتلو ذلك مشاركته في تأليف نادي الشبيبة بتريم وإلقاؤه الدروس على أعضائه.

## مؤلفاته
وله من المؤلفات:
| - «الياقوت النفيس في مذهب ابن إدريس» وقد نظمه عبد الله بن محمد بارجاء في «الشافي الأنيس في نظم الياقوت النفيس» | - «نيل الرجاء بشرح سفينة النجا» - فتاوى وتعليقات مهمة على فتاوى عبد الرحمن المشهور |

## وفاته
توفي فجأة في تريم في يوم الجمعة السادس من شهر ربيع الثاني سنة 1360 هـ ودفن بمقبرة زنبل جوار أهله وأسلافه.